# Società Sportiva Lanerossi Vicenza 1987-1988

## Stagione
Nel campionato 1987-1988 il Vicenza tornò, dopo due stagioni in serie cadetta, a disputare il campionato di Serie C.
A fine stagione la squadra totalizzò 42 punti, concludendo il campionato al quarto posto in classifica alle spalle di Ancona, Monza e Virescit Boccaleone.

## Divise e sponsor
Furono confermate tutte le divise della stagione precedente, prodotte dall'Adidas e sponsorizzate da Pulitalia.
| Casa | Trasferta |  |

## Rosa
| N. |                   | Ruolo | Calciatore          |
| -- | ----------------- | ----- | ------------------- |
|    | Italia (bandiera) | P     | Ennio Dal Bianco    |
|    | Italia (bandiera) | P     | Massimo Mattiazzo   |
|    | Italia (bandiera) | P     | Fabio Marchioro     |
|    | Italia (bandiera) | D     | Giuseppe Mascheroni |
|    | Italia (bandiera) | D     | Fabrizio Zoppellaro |
|    | Italia (bandiera) | D     | Danio Montani       |
|    | Italia (bandiera) | D     | Alfonso Bertozzi    |
|    | Italia (bandiera) | A     | Claudio Clementi    |
|    | Italia (bandiera) | D     | Gianfranco Zanotto  |
|    | Italia (bandiera) | D     | Michele Albarello   |
|    | Italia (bandiera) | D     | Fabrizio Tardini    |

| N. |                   | Ruolo | Calciatore            |
| -- | ----------------- | ----- | --------------------- |
|    | Italia (bandiera) | C     | Gianni Bonfante       |
|    | Italia (bandiera) | C     | Andrea Messersì       |
|    | Italia (bandiera) | C     | Dario Cisco           |
|    | Italia (bandiera) | C     | Fausto Pizzi          |
|    | Italia (bandiera) | C     | Leonardo Rossi        |
|    | Italia (bandiera) | C     | Aurelio Zamparutti    |
|    | Italia (bandiera) | C     | Piergiorgio Zanandrea |
|    | Italia (bandiera) | C     | Mauro Zironelli       |
|    | Italia (bandiera) | A     | Antonio Rondon        |
|    | Italia (bandiera) | A     | Alberto Briaschi      |

## Calciomercato
| Acquisti | Acquisti              | Acquisti | Acquisti |
| R.       | Nome                  | da       | Modalità |
| -------- | --------------------- | -------- | -------- |
| D        | Fabrizio Tardini      | Centese  | -        |
| C        | Aurelio Zamparutti    | Centese  | -        |
| C        | Piergiorgio Zanandrea | Centese  | -        |
| C        | Gianni Bonfante       | Teramo   | -        |
| C        | Fausto Pizzi          | Inter    | -        |
| C        | Leonardo Rossi        | Fano     | -        |
| A        | Alberto Briaschi      | Centese  | -        |

| Cessioni | Cessioni             | Cessioni     | Cessioni |
| R.       | Nome                 | a            | Modalità |
| -------- | -------------------- | ------------ | -------- |
| D        | Paolo Mazzeni        | Torres       | -        |
| C        | Giuseppe Pallavicini | Saviglianese | -        |
| C        | Gabriele Savino      | Lazio        | -        |
| C        | Mino Marchesini      | Tempio       | -        |
| C        | Eligio Nicolini      | Atalanta     | -        |
| C        | Gianni De Biasi      | Treviso      | -        |
| C        | Maurizio Lucchetti   | Cosenza      | -        |
| C        | Daniele Fortunato    | Atalanta     | -        |
| A        | Gabriello Carotti    | Reggiana     | -        |
| A        | Paolo Grotto         | Centese      | -        |

## Risultati

### Serie C

#### Girone di andata
| 1ª giornata | Virescit Boccaleone | 0 – 0 | L.R. Vicenza |  |

| 2ª giornata | L.R. Vicenza | 2 – 1 | Monza |  |

| 3ª giornata | Trento | 0 – 1 | L.R. Vicenza |  |

| 4ª giornata | L.R. Vicenza | 2 – 1 | Rimini |  |

| 5ª giornata | L.R. Vicenza | 2 – 0 | Ospitaletto |  |

| 6ª giornata | Pavia | 0 – 0 | L.R. Vicenza |  |

| 7ª giornata | L.R. Vicenza | 5 – 0 | SPAL |  |

| 8ª giornata | Prato | 2 – 1 | L.R. Vicenza |  |

| 9ª giornata | L.R. Vicenza | 1 – 0 | Reggiana |  |

| 10ª giornata | Fano | 3 – 2 | L.R. Vicenza |  |

| 11ª giornata | L.R. Vicenza | 0 – 1 | Centese |  |

| 12ª giornata | Derthona | 1 – 0 | L.R. Vicenza |  |

| 13ª giornata | Ancona | 2 – 0 | L.R. Vicenza |  |

| 14ª giornata | L.R. Vicenza | 4 – 0 | Vis Pesaro |  |

| 15ª giornata | Livorno | 0 – 1 | L.R. Vicenza |  |

| 16ª giornata | L.R. Vicenza | 0 – 0 | Lucchese |  |

| 17ª giornata | Spezia | 2 – 1 | L.R. Vicenza |  |

#### Girone di ritorno
| 18ª giornata | L.R. Vicenza | 2 – 2 | Virescit Boccaleone |  |

| 19ª giornata | Monza | 0 – 1 | L.R. Vicenza |  |

| 20ª giornata | L.R. Vicenza | 0 – 0 | Trento |  |

| 21ª giornata | Rimini | 2 – 0 | L.R. Vicenza |  |

| 22ª giornata | Ospitaletto | 1 – 1 | L.R. Vicenza |  |

| 23ª giornata | L.R. Vicenza | 1 – 0 | Pavia |  |

| 24ª giornata | SPAL | 1 – 0 | L.R. Vicenza |  |

| 25ª giornata | L.R. Vicenza | 1 – 0 | Prato |  |

| 26ª giornata | Reggiana | 0 – 0 | L.R. Vicenza |  |

| 27ª giornata | L.R. Vicenza | 2 – 1 | Fano |  |

| 28ª giornata | Centese | 0 – 3 | L.R. Vicenza |  |

| 29ª giornata | L.R. Vicenza | 1 – 0 | Derthona |  |

| 30ª giornata | L.R. Vicenza | 1 – 1 | Ancona |  |

| 31ª giornata | Vis Pesaro | 2 – 1 | L.R. Vicenza |  |

| 32ª giornata | L.R. Vicenza | 1 – 0 | Livorno |  |

| 33ª giornata | Lucchese | 0 – 1 | L.R. Vicenza |  |

| 34ª giornata | L.R. Vicenza | 2 – 0 | Spezia |  |

### Coppa Italia

#### Fase a gironi
| Arbitro: | Guidi (Bologna) |

|                                        |           |           |
| Garlini 17’ Fortunato 31’ Bonacina 84’ | Marcatori | 19’ Pizzi |

| Arbitro: | Esposito (Torre del Greco) |

|          |           |  |
| Pizzi 6’ | Marcatori |  |

| Arbitro: | Cornieti (Forlì) |

|              |           |                       |
| Bertozzi 56’ | Marcatori | 47’ Bonomi 53’ Cerezo |

| Arbitro: | Frigerio (Milano) |

|  |           |             |
|  | Marcatori | 49’ Polster |

| Arbitro: | Fiorenza (Siena) |

|                                                 |                      |                                   |
| Giansanti 35’                                   | Marcatori            | 4’ Pizzi                          |
| Giansanti Maniero Lombardo Giovannelli Galeazzi | Tiri di rigore 4 – 2 | Mascheroni Cisco Zanotto Briaschi |

### Coppa Italia Serie C

#### Fase ad eliminazione diretta
| Vicenza 16 dicembre 1987 Sedicesimi di finale - andata | L.R. Vicenza | 2 – 1 | Trento |  |

| Trento 6 gennaio 1988 Sedicesimi di finale - ritorno | Trento | 2 – 0 | L.R. Vicenza |  |

## Statistiche

### Statistiche di squadra
| Competizione         | Punti | In casa | In casa | In casa | In casa | In casa | In casa | In trasferta | In trasferta | In trasferta | In trasferta | In trasferta | In trasferta | Totale | Totale | Totale | Totale | Totale | Totale | DR  |
| Competizione         | Punti | G       | V       | N       | P       | Gf      | Gs      | G            | V            | N            | P            | Gf           | Gs           | G      | V      | N      | P      | Gf     | Gs     | DR  |
| -------------------- | ----- | ------- | ------- | ------- | ------- | ------- | ------- | ------------ | ------------ | ------------ | ------------ | ------------ | ------------ | ------ | ------ | ------ | ------ | ------ | ------ | --- |
| Serie C1             | 42    | 17      | 12      | 4       | 1       | 27      | 7       | 17           | 5            | 4            | 8            | 13           | 16           | 34     | 17     | 8      | 9      | 40     | 23     | +17 |
| Coppa Italia         | -     | 3       | 1       | 0       | 2       | 2       | 3       | 2            | 0            | 1            | 1            | 2            | 4            | 5      | 1      | 1      | 5      | 4      | 7      | -3  |
| Coppa Italia Serie C | -     | 1       | 1       | 0       | 0       | 2       | 1       | 1            | 0            | 0            | 1            | 0            | 2            | 2      | 1      | 0      | 1      | 2      | 3      | -1  |
| Totale               | 42    | 21      | 14      | 4       | 3       | 31      | 11      | 20           | 5            | 5            | 10           | 15           | 22           | 41     | 19     | 9      | 15     | 46     | 33     | +13 |